# East Bernard
East Bernard is een plaats (census-designated place) in de Amerikaanse staat Texas, en valt bestuurlijk gezien onder Wharton County.

## Demografie
Bij de volkstelling in 2000 werd het aantal inwoners vastgesteld op 1729.

## Geografie
Volgens het United States Census Bureau beslaat de plaats een oppervlakte van
3,6 km², geheel bestaande uit land. East Bernard ligt op ongeveer 38 m boven zeeniveau.

## Plaatsen in de nabije omgeving
De onderstaande figuur toont nabijgelegen plaatsen in een straal van 16 km rond East Bernard.